# Котбусский художественный музей «Дизельная электростанция»
Котбусский художественный музей «Дизельная электростанция» (нем. Kunstmuseum Dieselkraftwerk Cottbus) — музей современного искусства в Котбусе (Бранденбург, Германия), специализацией которого является восточногерманское искусство. С 1 июля 2017 года — подразделение Бранденбургского государственного музея современного искусства.

## История
Музей основан в 1977 году как Галерея современного искусства (нем. Galerie für Gegenwartskunst) в составе Котбусского окружного музея (нем. Bezirksmuseum Cottbus). С 1984 года — Котбусская государственная коллекция произведений искусства (нем. Staatliche Kunstsammlungen Cottbus). После объединения Германии и воссоздания федеральной земли Бранденбург, с 1991 года — Бранденбургская государственная коллекция произведений искусства в Котбусе. С 2006 года, в связи с переездом с улицы Шпрембергер в здание бывшей дизельной электростанции, музей получил современное название. В новом здании музей открылся 8 мая 2008 года.
С 1 июля 2017 года вместе с Музеем молодого искусства Франкфурта-на-Одере (нем. Museum Junge Kunst Frankfurt (Oder)) вошёл в состав новообразованного Бранденбургского государственного музея современного искусства (нем. Brandenburgische Landesmuseum für moderne Kunst).

## Здание
Здание дизельной электростанции, в котором сейчас располагается музей, построено в 1926—1928 годы на Мельничном острове (нем. Mühleninsel) на реке Шпрее архитектором Вернером Исселем в стиле северогерманского кирпичного экспрессионизма. С 1959 года здание больше не использовалось как электростанция, и здесь временно размещались ремонтные мастерские. С 2004 по 2008 год оно было реконструировано для размещения здесь музея. После реконструкции экспозиция музея разместилась в шести залах на общей площади в 1250 м².
Для строительства электростанции Иссель, учитывая близость Гёте-парка, использовал красно-фиолетовый блестящий клинкерный кирпич местного производства; рамы окон выполнены в ярко-красном цветовом решении, а двери — в синем. Винтовая лестница помещена в напоминающую колокольню башню, возвышающуюся над зданием.

## Коллекция
Коллекция музея насчитывает около 30 000 произведений искусства с 1900 года до наших дней, включая картины, гравюры, рисунки, постеры и скульптуры.
В музее представлены работы таких художников, как Вальтер Лейстиков, Эберхард Гёшель, Клаус Хартманн, Петер Херрманн, Густав Альфред Мюллер, Бернхард Хайзиг, Вильгельм Лахнит, Пер Киркебю, Вилли Зитте, Эберхард Хафекост, Отто Грибель, Вильгельм Рудольф, Ловис Коринт и других.
Среди фотографов, чьи работы есть в коллекции музея, Андреас Гурски, Борис Савельев, Ян Костер, Эдвин Цвакманн, Курт Бухвальд, Марк Рэдер, Вероника Келльндорфер и другие.
Скульптурные работы представлены произведениями таких авторов, как Фриц Кремер, Карл Лозе, Тео Бальден, Герхард Лихтенфельд, Вернер Штётцер, Карл-Хайнц Адлер и других.